# 普通假毛蕨
普通假毛蕨（学名：Pseudocyclosorus subochthodes），为金星蕨科假毛蕨属下的一个种。

## 扩展阅读
維基物種上的相關：普通假毛蕨